# Tetsuya Yanagisawa
Tetsuya Yanagisawa (柳沢 テツヤ Yanagisawa Tetsuya?) es un animador, guionista gráfico y director de anime japonés. Es acreditado en algunas series bajo el alias de Sōma Ōgami (大上 相馬 Ōgami Sōma?).

## Trabajos

### Series de televisión
Destaca papeles con funciones de dirección de series.
| Año  | Título                                       | Director(es)                       | Estudio             | Funciones | Refs.         |
| ---- | -------------------------------------------- | ---------------------------------- | ------------------- | --- | ------------- |
| 1981 | Taiyō no Kiba Dagram                         | Ryōsuke Takahashi Takeyuki Kanda   | Sunrise             | Animación intermedia | [ 2 ]         |
| 1982 | Space Cobra                                  | Osamu Dezaki Yoshio Takeuchi       | Tokyo Movie Shinsha | Animación intermedia | [ 3 ]         |
| 1983 | Cat's Eye                                    | Yoshio Takeuchi Kenji Kodama       | Tokyo Movie Shinsha | Animación intermedia (#1, 4, 7, 9, 12, 14, 17, 20, 22, 24)                                                                | [ 4 ]         |
| 1983 | Tokusō Kihei Dorvack                         | Jutarō Ōba Masami Anno             | Ashi Productions    | Animación intermedia (#12)                                                                                                | [ 5 ]         |
| 1983 | Armored Trooper VOTOMS                       | Ryōsuke Takahashi                  | Sunrise             | Animación clave (#48) | [ 6 ]         |
| 1984 | Jūsenki L-Gaim                               | Yoshiyuki Tomino                   | Sunrise             | Animación clave (#13) | [ 7 ]         |
| 1984 | Kikō Kai Galient                             | Ryōsuke Takahashi                  | Sunrise             | Animación clave (#1, 4, 9, 12, 16, 20, 23)                                                                                | [ 8 ]         |
| 1985 | Chōjū Kishin Dancougar                       | Seiji Okuda                        | Ashi Productions    | Animación clave (#3, 8)                                                                                                   | [ 9 ]         |
| 1986 | Bug-tte Honey                                | Minoru Okazaki                     | Tokyo Movie Shinsha | Director de animación asistente (#18, 24, 32, 34, 39, 44, 51) Animación clave (#5, 12)                                    | [ 10 ]        |
| 1987 | Kikō Senki Dragonar                          | Takeyuki Kanda                     | Sunrise             | Animación clave (#37, 41, 45, 48)                                                                                         | [ 11 ]        |
| 1987 | Mister Ajikko                                | Yasuhiro Imagawa                   | Sunrise             | Animación clave (#38, 43, 48, 53)                                                                                         | [ 12 ]        |
| 1991 | Taiyō no Yūsha Fighbird                      | Katsuyoshi Yatabe                  | Sunrise             | Director de animación (#41, 47) Animación clave (#4, 9, 14, 19, 24)                                                       | [ 13 ]        |
| 1992 | Densetsu no Yūsha da Garn                    | Shinji Takamatsu Katsuyoshi Yatabe | Sunrise             | Director de animación (#5, 10, 16, 21, 25)                                                                                | [ 14 ]        |
| 1993 | Nekketsu Saikyō Go-Saurer                    | Toshifumi Kawase                   | Sunrise             | Director de animación | [ 15 ]        |
| 1994 | Yūsha Keisatsu J-Decker                      | Shinji Takamatsu                   | Sunrise             | Director de animación (#41, 46)                                                                                           | [ 16 ]        |
| 1995 | Ōgon Yūsha Goldran                           | Shinji Takamatsu                   | Sunrise             | Director de animación (#4, 9, 15, 20, 25, 30, 36, 41, 46) Animación clave (#46)                                           | [ 17 ]        |
| 1996 | Yūsha Shirei Dagwon                          | Tomomi Mochizuki                   | Sunrise             | Director de animación (#6, 11, 17-18, 23, 28, 33, 38, 45) Animación de apertura (#OP 2)                                   | [ 18 ]        |
| 1996 | Tenkū no Escaflowne                          | Kazuki Akane                       | Sunrise             | Director de animación (#16, 18) Director de animación asistente (#12)                                                     | [ 19 ]        |
| 1996 | Jigoku Sensei Nube                           | Yukio Kaizawa                      | Toei Animation      | Director de animación (#14, 21, 30, 32, 37, 42, 46)                                                                       | [ 20 ]        |
| 1997 | Eat-Man                                      | Kōichi Mashimo                     | Studio Deen         | Director de animación | [ 21 ]        |
| 1997 | Clamp Gakuen Tanteidan                       | Osamu Nabeshima                    | Pierrot             | Director de animación (#4, 8)                                                                                             | [ 22 ]        |
| 1997 | Next Senki Ehrgeiz                           | Toshifumi Kawase                   | Studio Deen         | Diseñador de personajes Director de animación (#7, 12)                                                                    | [ 23 ]        |
| 1998 | Weiß Kreuz                                   | Kiyoshi Egami                      | Plum Magic Bus      | Diseñador de personajes Director de animación jefe Guionista gráfico (#ED 2) Director de animación (#7, 24; OP 2, ED 1-2) | [ 24 ]        |
| 1998 | Devilman Lady                                | Toshiki Hirano                     | TMS Entertainment   | Director de animación (#22)                                                                                               | [ 25 ]        |
| 1999 | Seraphim Call                                | Tomomi Mochizuki                   | Sunrise             | Director de animación (#3)                                                                                                | [ 26 ]        |
| 2000 | Hand Maid May                                | Shin'ichirō Kimura                 | TNK                 | Director de animación Animación clave (#10)                                                                               | [ 27 ]        |
| 2001 | I My Me! Strawberry Eggs                     | Yūji Yamaguchi                     | TNK                 | Director de animación jefe Director de animación (#1, 4, 12) Animación clave (#OP)                                        | [ 28 ]        |
| 2002 | UFO Princess Valkyrie                        | Shigeru Ueda                       | TNK                 | Director de animación jefe Director de animación (#1) Animación clave (#12; OP, ED)                                       | [ 29 ]        |
| 2004 | Kannazuki no Miko                            | Tetsuya Yanagisawa                 | TNK                 | Director Director de episodios (#1, 12; OP) Guionista gráfico (#1-2, 7, 12; OP) Animación clave (#1, 12)                  | [ 30 ]        |
| 2005 | Karin                                        | Shin'ichirō Kimura                 | J.C.Staff           | Guionista gráfico (#9, 20)                                                                                                | [ 31 ]        |
| 2006 | Fate/stay night                              | Yūji Yamaguchi                     | Studio Deen         | Guionista gráfico (#2, 7, 12, 18, 23)                                                                                     | [ 32 ]        |
| 2007 | Kyōshirō to Towa no Sora                     | Tetsuya Yanagisawa                 | TNK                 | Director Director de episodios (#1, 12; OP, ED) Guionista gráfico (#1, 2, 4, 12; OP, ED) Animación clave (#12; OP)        | [ 33 ]        |
| 2007 | Tōka Gettan                                  | Yūji Yamaguchi                     | Studio Deen         | Guionista gráfico (#23)                                                                                                   | [ 34 ]        |
| 2007 | Sky Girls                                    | Yoshiaki Iwasaki                   | J.C.Staff           | Guionista gráfico (#8) | [ 35 ]        |
| 2008 | Shigofumi                                    | Tatsuo Satō                        | J.C.Staff           | Guionista gráfico (#5) | [ 36 ]        |
| 2008 | Nabari no Ō                                  | Kunihisa Sugishima                 | J.C.Staff           | Guionista gráfico (#3) | [ 37 ]        |
| 2008 | Akaneiro ni Somaru Saka                      | Keitarō Motonaga                   | TNK                 | Guionista gráfico (#11) Animación clave (#1, 7; OP)                                                                       | [ 38 ]        |
| 2008 | Kurogane no Linebarrels                      | Masamitsu Hidaka                   | Gonzo               | Guionista gráfico (#7, 12)                                                                                                | [ 39 ]        |
| 2008 | To Aru Majutsu no Index                      | Hiroshi Nishikiori                 | J.C.Staff           | Guionista gráfico (#5, 8, 11, 21) Animación clave (#OP 2)                                                                 | [ 40 ]        |
| 2009 | Seitokai no Ichizon                          | Takuya Satō                        | Studio Deen         | Guionista gráfico (#5) | [ 41 ]        |
| 2009 | Sora no Otoshimono                           | Hisashi Saitō                      | AIC ASTA            | Director de episodio (#12) Guionista gráfico (#12) Director de animación (#12)                                            | [ 42 ]        |
| 2010 | Sora no Otoshimono Forte                     | Hisashi Saitō                      | AIC ASTA            | Director de episodio (#9) Guionista gráfico (#9)                                                                          | [ 43 ]        |
| 2010 | Super Robot Taisen OG: The Inspector         | Masami Ōbari                       | Asahi Production    | Director de episodio (#22) Guionista gráfico (#22)                                                                        | [ 44 ]        |
| 2010 | Star Driver: Kagayaki no Takuto              | Takuya Igarashi                    | Bones               | Guionista gráfico (#10)                                                                                                   | [ 45 ]        |
| 2011 | Kami-sama no Memo-chō                        | Katsushi Sakurabi                  | J.C.Staff           | Guionista gráfico (#8) | [ 46 ]        |
| 2012 | High School DxD                              | Tetsuya Yanagisawa                 | TNK                 | Director Director de episodios (#5, 12; OP) Guionista gráfico (#1, 5, 12; OP) Animación clave (#OP)                       | [ 47 ]        |
| 2013 | High School DxD New                          | Tetsuya Yanagisawa                 | TNK                 | Director Director de episodio (#5) Guionista gráfico (#1, 5, 12; OP) Director de unidad (#OP) Animación clave (#OP 2)     | [ 48 ]        |
| 2014 | Kenzen Robo Daimidaler                       | Tetsuya Yanagisawa                 | TNK                 | Director Guionista gráfico (#1, 4, 12; OP, ED) Director de unidad (#OP, ED)                                               | [ 49 ] [ 50 ] |
| 2014 | Seirei Tsukai no Blade Dance                 | Tetsuya Yanagisawa                 | TNK                 | Director Guionista gráfico (#1; ED) Director de unidad (#ED)                                                              | [ 51 ]        |
| 2015 | High School DxD BorN                         | Tetsuya Yanagisawa                 | TNK                 | Director Guionista gráfico (#1, 6, 12; OP) Director de unidad (#OP) Animación clave (#12)                                 | [ 52 ]        |
| 2018 | Dorei-ku The Animation                       | Ryōichi Kuraya                     | TNK Zero-G          | Guionista gráfico (#3, 6, 10)                                                                                             | [ 53 ]        |
| 2018 | Senran Kagura Shinovi Master: Tokyo Yōma-hen | Tetsuya Yanagisawa                 | TNK                 | Director Director de episodios (#1) Guionista gráfico (#1, 3, 6, 12; OP, ED) Director de unidad (#OP, ED)                 | [ 54 ] [ 55 ] |
| 2020 | Tsugu Tsugumomo                              | Ryōichi Kuraya                     | Zero-G              | Guionista gráfico (#5) | [ 56 ]        |
| 2021 | Kaifuku Jutsushi no Yarinaoshi               | Takuya Asaoka                      | TNK                 | Guionista gráfico (#4, 6, 9; OP) Animación clave (#OP)                                                                    | [ 57 ]        |
| 2022 | Orient                                       | Tetsuya Yanagisawa                 | A.C.G.T             | Director Guionista gráfico (#1-2, 5, 11-12; OP, ED) Director de unidad (#OP, ED)                                          | [ 58 ] [ 59 ] |
| 2022 | Orient: Awajishima Gekitō-hen                | Tetsuya Yanagisawa                 | A.C.G.T             | Director Guionista gráfico (#17, 24)                                                                                      | [ 60 ]        |
| 2023 | Bōshoku no Berserk                           | Tetsuya Yanagisawa                 | A.C.G.T             | Director Director de episodio (#1) Guionista gráfico (#1-2, 7, 12)                                                        | [ 61 ] [ 62 ] |
| 2025 | Ore wa Seikan Kokka no Akutoku Ryōshu!       | Tetsuya Yanagisawa                 | Quad                | Director Guionista gráfico (#1, 4, 10-12; OP, ED 1-2)                                                                     | [ 63 ]        |

### Películas
Destaca papeles con funciones de dirección de series.
| Año  | Título                                             | Director(es)                        | Estudio             | Funciones                                                                 | Refs.         |
| ---- | -------------------------------------------------- | ----------------------------------- | ------------------- | ------------------------------------------------------------------------- | ------------- |
| 1984 | SF Shinseiki Lensman                               | Kazuyuki Hirokawa Yoshiaki Kawajiri | Madhouse            | Animación intermedia                                                      | [ 64 ]        |
| 1987 | Bug-tte Honey: Megarom Shōjo Mai 4622              | Akinori Nagaoka                     | Tokyo Movie Shinsha | Animación clave                                                           | [ 65 ]        |
| 1996 | Jigoku Sensei Nube (Movie)                         | Junji Shimizu                       | Toei Animation      | Animación clave                                                           | [ 66 ]        |
| 2010 | Fate/stay night Movie: Unlimited Blade Works       | Yūji Yamaguchi                      | Studio Deen         | Guionista gráfico                                                         | [ 67 ]        |
| 2011 | Sora no Otoshimono: Tokeijikake no Angeloid        | Hisashi Saitō Tetsuya Yanagisawa    | AIC ASTA            | Director Guionista gráfico Director de unidad Animación clave             | [ 68 ]        |
| 2016 | Zutto Mae Kara Suki Deshita: Kokuhaku Jikkō Iinkai | Tetsuya Yanagisawa                  | Qualia Animation    | Director Guionista gráfico Director de unidad (#OP) Director de animación | [ 69 ] [ 70 ] |
| 2016 | Suki ni Naru Sono Shunkan o                        | Tetsuya Yanagisawa                  | Qualia Animation    | Director Guionista gráfico Director de unidad (#OP)                       | [ 71 ]        |

### OVAs
Destaca papeles con funciones de dirección de series.
| Año  | Título                                          | Director(es)       | Estudio     | Funciones                                     | Refs.  |
| ---- | ----------------------------------------------- | ------------------ | ----------- | --------------------------------------------- | ------ |
| 1988 | Guy: Yōma Kakusei                               | Yorihisa Uchida    | AIC         | Animación clave (#2)                          | [ 72 ] |
| 1992 | Dragon Slayer Eiyū Densetsu: Ōji no Tabidachi   | Noriyuki Nakamura  | Desconocido | Diseñador de personajes Animación clave       | [ 73 ] |
| 1992 | Wolf Guy                                        | Naoyuki Yoshinaga  | J.C.Staff   | Animación clave (#1)                          | [ 74 ] |
| 1997 | Shin Kidō Senki Gundam Wing: Endless Waltz      | Yasunao Aoki       | Sunrise     | Animación clave (#1)                          | [ 75 ] |
| 1997 | Yūsha Shirei Dagwon: Suishō no Hitomi no Shōnen | Tomomi Mochizuki   | Sunrise     | Diseñador de personajes Director de animación | [ 76 ] |
| 2006 | Memories Off #5 Togireta Film The Animation     | Tarō Iwasaki       | Doga Kobo   | Animación clave                               | [ 77 ] |
| 2012 | High School DxD OVA                             | Tetsuya Yanagisawa | TNK         | Director                                      | [ 78 ] |

### Especiales
Destaca papeles con funciones de dirección de series.
| Año  | Título                                                 | Director(es)       | Estudio      | Funciones                         | Refs.         |
| ---- | ------------------------------------------------------ | ------------------ | ------------ | --------------------------------- | ------------- |
| 2003 | UFO Princess Valkyrie: Shichiten Battō Hanayome Shūgyō | Tetsuya Yanagisawa | TNK          | Director Guionista gráfico        | [ 79 ]        |
| 2010 | Darker than Black: Kuro no Keiyakusha Gaiden           | Tensai Okamura     | Bones        | Guionista gráfico (#2)            | [ 80 ]        |
| 2012 | High School DxD Specials                               | Tetsuya Yanagisawa | TNK          | Director                          | [ 81 ]        |
| 2012 | Aoi Sekai no Chūshin de                                | Tetsuya Yanagisawa | Fifth Avenue | Director Guionista gráfico (#1-3) | [ 82 ] [ 83 ] |